# Talaimenes
Talaimenes (altgriechisch Ταλαιμένης Talaiménēs) ist eine Gestalt der griechischen Mythologie.
Der Maionier Talaimenes war der Vater des Antiphos und des Mesthles, die er mit einer Nymphe, möglicherweise Gygaie, der Nymphe des gygäischen Sees nordwestlich von Sardeis, hatte. Doch könnte die diesbezügliche Stelle bei Homer auch auf die Herkunft des Talaimenes von diesem See zu beziehen sein. Die Söhne führten die Maionier, wie die Lyder bei den Griechen auch genannt wurden, aus dem lydischen Tmolos-Gebirge den Trojanern im Krieg gegen die Griechen als Unterstützung zu und fielen laut Dares im Kampf mit Diomedes.